# Ипидакрин
Ипидакрин (Ipidacrinum, Нейромидин, Амиридин, Amiridinum, Аксамон). 9-Амино-2,3,5,6,7,8-гексагидро-1H-циклопента [b] хинолина гидрохлорид, моногидрат.
Является обратимым ингибитором холинэстеразы и оказывает свойственные препаратам этой группы фармакологические эффекты. От обычных ингибиторов холинэстеразы отличается, однако, тем, что одновременно стимулирует непосредственно проведение возбуждения в нервных волокнах и синаптическую передачу в нервно-мышечных окончаниях, что связано с блокадой калиевых каналов возбудимых мембран.
Амиридин усиливает действие на гладкие мышцы не только ацетилхолина, но и других медиаторных веществ: адреналина, серотонина, гистамина, окситоцина.
Показания к применению в основном такие же, как для других ацетилхолинэстеразных препаратов: невриты, полиневриты, миастения и миастенические синдромы, а также бульбарные параличи, парезы при органических поражениях ЦНС, сопровождающиеся двигательными нарушениями. Может применяться также при атонии кишечника и при слабости родовой деятельности.
Применяют у взрослых внутрь и парентерально. Внутрь назначают по 0,01—0,02 г (10—20 мг) 3 раза в день. Под кожу и внутримышечно — от 5 до 15 мг (1 мл 0,5 % — 1 мл 1,5 % раствора) 1—2 раза в день. Курс лечения 1—2 мес.
Для купирования миастенических кризов вводят парентерально кратковременно по 1—2 мл 1,5 % раствора (15—30 мг).
Внутрь при тяжёлых нарушениях нервно-мышечной проводимости (при миастенических кризах) можно назначать по 1—2 таблетки (0,02—0,04 г) до 5—6 раз в день.
Для стимуляции родовой деятельности назначают внутрь однократно по 1 таблетке, а при недостаточном эффекте по 1 таблетке двукратно с часовым перерывом.
Предложено также применять амиридин для уменьшения расстройств памяти при болезни Альцгеймера (см. Физостигмин). Механизм действия связан со стимуляцией центральных холинергических процессов. Вопрос об эффективности препарата и стойкости действия (так же как при применении других антихолинэстеразных препаратов) не решён. За рубежом, помимо физостигмина, изучали в этом аспекте близкий к амиридину по структуре и действию препарат такрин.
При передозировке и индивидуальной повышенной чувствительности применяют атропин или метацин.
Противопоказания
Возможные побочные явления, меры предосторожности и противопоказания такие же, как при применении других антихолинэстеразных препаратов (см. Физостигмин, Прозерин и др.).
Физические свойства
Белый мелкокристаллический порошок. Легко растворим в воде и спирте.
Хранение
Ранее - Список А.
В сухом защищённом от света месте.